# St. Galli (Udersleben)

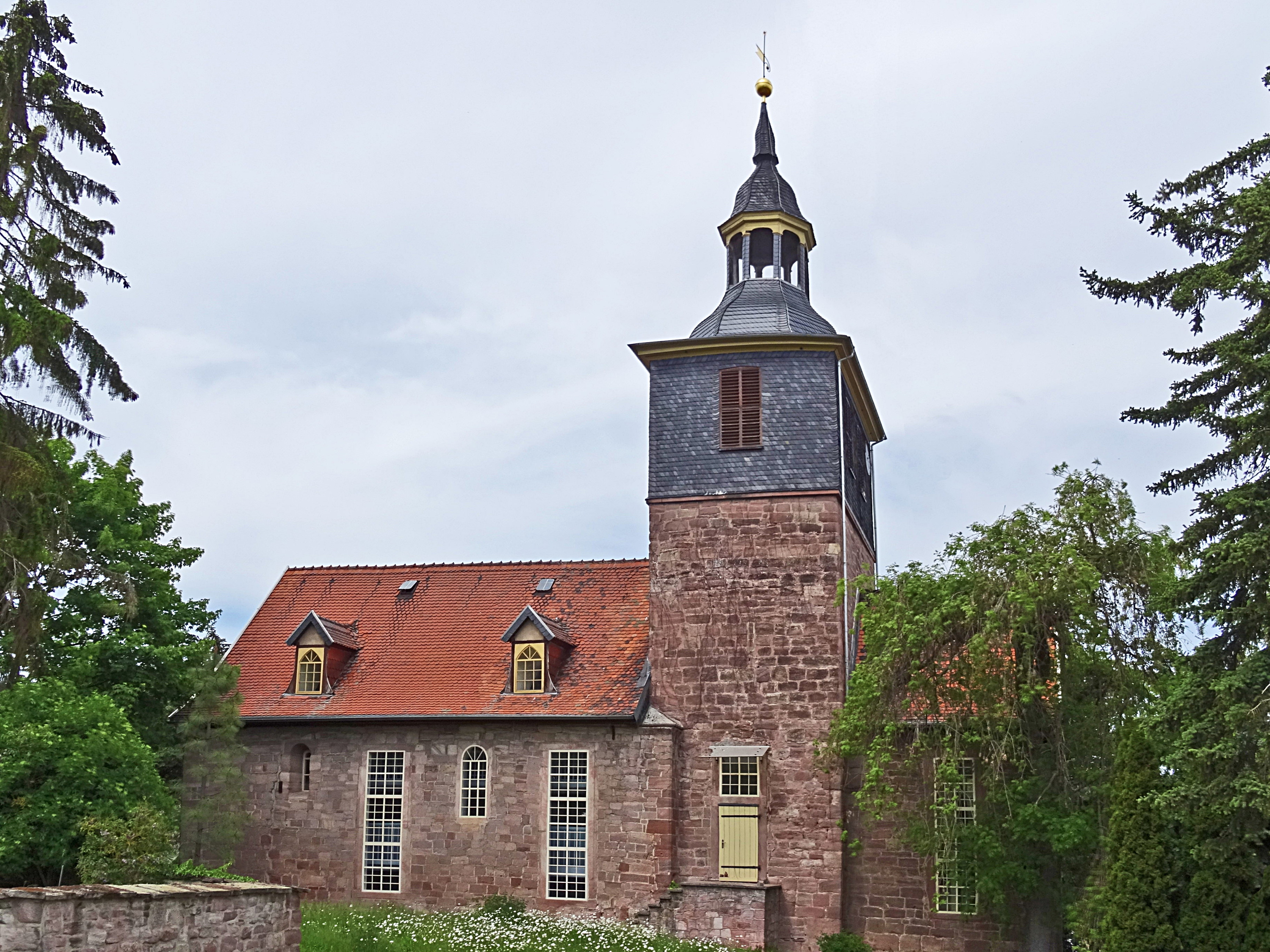
St. Galli

Die denkmalgeschützte evangelisch-lutherische auf dem Friedhof gelegene Kirche St. Galli steht in Udersleben, einem Ortsteil von Bad Frankenhausen/Kyffhäuser im Kyffhäuserkreis in Thüringen. Die Kirchengemeinde Udersleben gehört zum Pfarrbereich Bad Frankenhausen im Kirchenkreis Bad Frankenhausen-Sondershausen der Evangelischen Kirche in Mitteldeutschland.

## Beschreibung
Die spätromanische Saalkirche mit dem Patrozinium des Heiligen Gallus wurde in der zweiten Hälfte des 12. bzw. in der ersten Hälfte des 13. Jahrhunderts errichtet und später mehrfach verändert. Sie hat einen Chorturm mit angebautem rechteckigen Chor. An der Nord- und Südseite des mit einem Satteldach bedeckten Langhauses ist je ein Bogenfenster im ursprünglichen Zustand erhalten geblieben. 
Die Kirche wurde ab 1720 barock umgestaltet. Seinerzeit wurden die hochrechteckigen Fenster in Langhaus, Chorturm und Chor eingebaut. Das Ostfenster im Chor wurde durch ein spitzbogiges Portal ersetzt. An der Nordwand wurde ein Aufgang zu den Emporen angefügt. Nach dem Abbruch des Geschosses für den Glockenstuhl, das 1743 errichtet worden war, und der Aufmauerung des darunter liegenden romanischen Geschosses, wurde 1877 das schiefergedeckte Fachwerkgeschoss mit der hinter den Klangarkaden liegenden Glockenstube aufgesetzt. Ferner wurde dem Turm ein Helm neu aufgesetzt. Die Westseite des Langhauses wurde für den Einbau einer neuen Orgel erneuert. 
Der Innenraum hat zweigeschossige Emporen an drei Seiten. Alle Raumteile sind mit einem hölzernen Tonnengewölbe überspannt. Im Turmbereich wurden an den Längsseiten Logen eingebaut. Der hölzerne Kanzelaltar ist beidseitig von Pilastern flankiert. Die Orgel mit 13 Registern, verteilt auf 2 Manuale und Pedal, wurde 1884 von Julius Strobel gebaut. Im Glockenstuhl hängen drei Hartgussglocken von Schilling.